# GE 25T
A GE 25T é uma locomotiva diesel-elétrica produzida pela GE, sendo utilizada como manobreira, principalmente em pequenos pátios.

## Tabela
| Modelo | Potência (HP) | Bitola (m) | Fabricante       | Origem | Ano de Fabricação |
| ------ | ------------- | ---------- | ---------------- | ------ | ----------------- |
| 25T    | 150           | 1,000      | General Electric | EUA    | 1946 -            |

## Proprietários Originais
- As locomotivas GE 25T da RVPSC e APPA possuem braçagens externas.
- Foram fabricadas na GE do Brasil as locomotivas da Aços Anhangüera (1975) e do Porto de Recife (1977).

## Locomotivas da RVPSC
- Os números de série de fabricação das locomotivas da RVPSC, foram de nº 28452 a 28454 (1946) e 28455 a 28457 (1947).
- Entraram em operação em:
  - #1      1 de agosto de 1946
  - #2      1 de agosto de 1946
  - #3      1 de agosto de 1946
  - #4      11 de março de 1947
  - #5      11 de março de 1947
  - #6      8 de abril de 1947

- Na RVPSC as locomotivas originalmente eram numerada de DE1-DE6,posteriormente 151 a 156 sendo renumeradas na RFFSA como 900505 a 900510 (sistema SIGO).
- Na década de 70 tiveram seu motor original trocado por motores Alfa Romeo FNM, devido a problemas técnicos.